# Isobutan
Isobutan (též izobutan; systematický název methylpropan nebo 2-methylpropan) je alkan izomerní s butanem. Obavy z poškozování ozónové vrstvy freony vedly ke zvýšenému používání isobutanu jako chladiva, zvláště v chladničkách a mrazničkách pro domácnosti, a jako hnacího plynu ve sprejích. Pro tato použití se označuje jako R-600a. Některé tábornické vařiče využívají směs isobutanu s propanem, obvykle 80:20. Isobutan se používá i jako surovina v petrochemickém průmyslu, například pro syntézu isooktanu. Isobutan je R-skupina v aminokyselině leucinu.

## Názvosloví
Isobutan je triviální název podporovaný IUPAC v Doporučení pro názvosloví organické chemie 1993; aktuálně je již nedoporučovaný.
Systematický název je methylpropan. Číslo substituentu (2-) není potřeba uvádět, protože neexistuje izomer této molekuly, který by měl „methylpropan“ jako součást názvu. Dle nejnovějšího IUPAC názvosloví (2013) však je v preferovaném názvu potřeba lokant uvádět (methyl posunutý do polohy 1 tvoří jinou sloučeninu; že už nejde o methylpropan, ale butan, nehraje roli).